# 斯韦特雷亚尔区
斯韦特雷亚尔区（俄语：Светлоярский район）是俄罗斯联邦伏尔加格勒州下辖的一个区，其行政中心为斯韦特雷亚尔。据2016年统计，该区的人口为36875人。